# Harrison (Macomb County, Michigan)
Harrison is een plaats (charter township en census-designated place) in de Amerikaanse staat Michigan, en valt bestuurlijk gezien onder Macomb County.

## Demografie
Bij de volkstelling in 2000 werd het aantal inwoners vastgesteld op 24.461.

## Geografie
Volgens het United States Census Bureau beslaat de plaats een oppervlakte van
61,5 km², waarvan 37,0 km² land en 24,5 km² water.

## Plaatsen in de nabije omgeving
De onderstaande figuur toont nabijgelegen plaatsen in een straal van 16 km rond Harrison.